# 旧邑駅
旧邑駅（クウプえき、朝鮮語: 구읍역）は、朝鮮民主主義人民共和国平安南道价川市旧邑里にある駅で、朝陽炭鉱線に属する。

## 隣の駅
朝陽炭鉱線
价川駅 - 旧邑駅 - 石間駅